# Shahe fen
Shahe fen är en typ av kinesiska nudlar gjorda på ris. Nudeltypen tros härstamma från staden Shahe, numera en del av Tianhe i Guangzhou-distriktet, därav namnet. Till rätten chow fun används ofta Shahe fen-nudlar som wokas tillsammans med bland annat kött, grönsaker och kryddor.